# 크레이그 파킨슨
크레이그 파킨슨(영어: Craig Parkinson, 1976년 3월 11일 ~ )은 잉글랜드의 배우이자 팟캐스터이다.

## 출연 작품
- 블랙 미러: 밴더스내치 (2018)
- 와일드 로즈 (2018)
- 제트 트래쉬 (2016)
- 더 스캔들러스 레이디 더블유 (2015)
- 인디안 썸머스 시즌1 (2015)
- 프레이 (2014)
- 에그박스 (2012)
- 라인 오브 듀티 시즌1 (2012)
- 웬 더 라이츠 웬트 아웃 (2012)
- 고스티드 (2011)
- 소울보이 (2010)
- 네 얼간이 (2010)
- 미스핏츠 1 (2009)
- 데저트 플라워 (2009)
- 디 아더 맨 (2008)
- 처녀의 성 (2007)
- 컨트롤 (2007)
- 더 빌 (1984)